# CD Veracruz

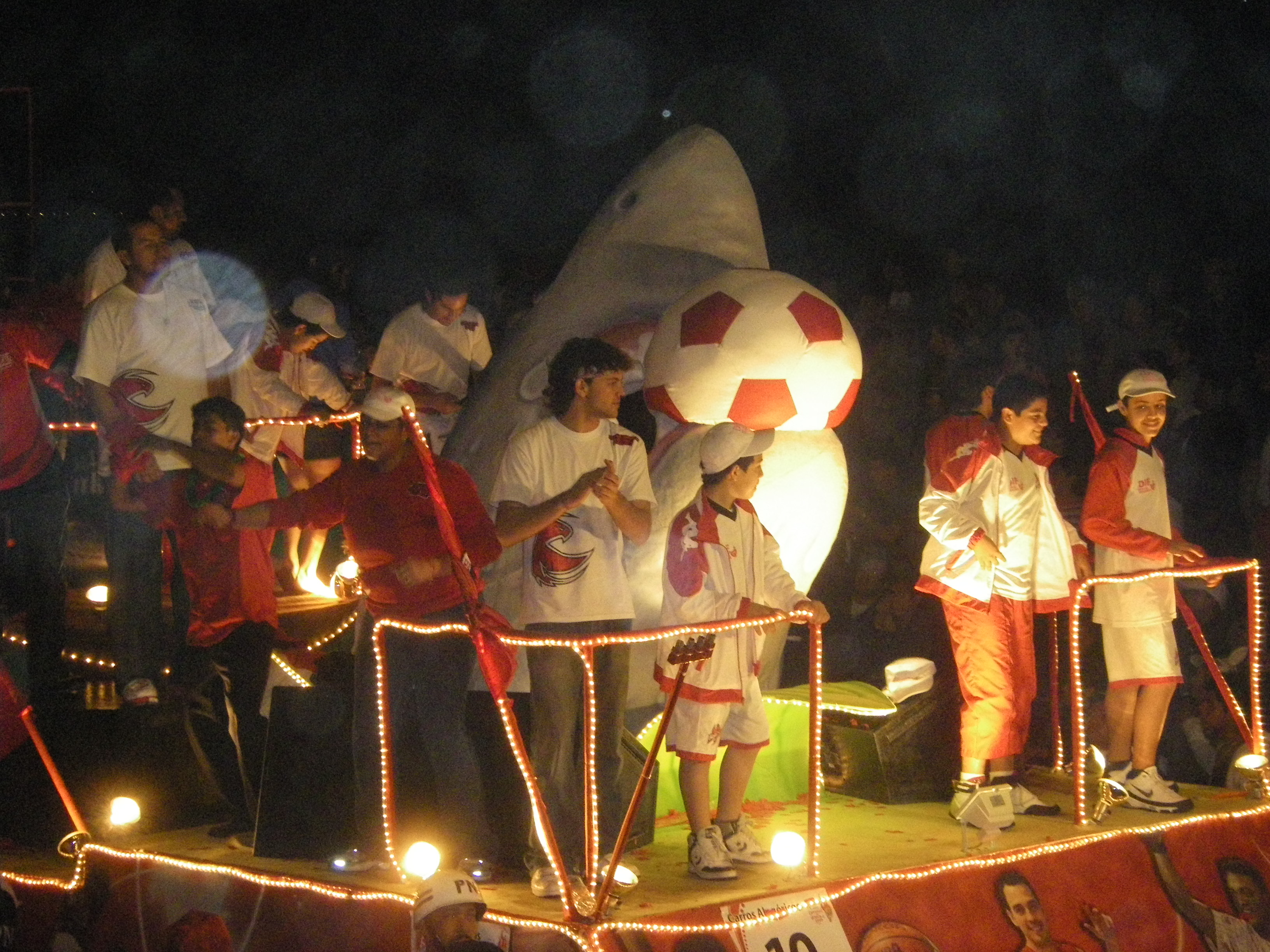
Der Ballfressende Hai – Motivwagen der Tiburones Rojos auf dem Karneval in Veracruz 2009

Der Club Deportivo Veracruz, besser bekannt unter seinem Spitznamen Tiburones Rojos, zu deutsch die roten Haie, war ein mexikanischer Fußballverein aus Veracruz. Am Ende der Apertura 2019 wurde dem zu jener Zeit wieder in der höchsten Spielklasse vertretenen Verein aufgrund von „administrativen Problemen“ die Lizenz für den Profifußball entzogen; eine Umschreibung für die ökonomischen (und wohl auch politischen) Probleme, in die der Verein geraten war. Es wurde auch verfügt, dass weder der Name der Tiburones Rojos noch das Vereinslogo jemals wieder verwendet werden darf.

## Die Vorgängervereine des CD Veracruz
Im Jahr 1908 gründeten zwei Söhne von spanischen Unternehmern, die in der mexikanischen Hafenstadt Veracruz lebten, den Veracruz Sporting Club bzw. Sporting Club de Veracruz. Einige unzufriedene Vereinsmitglieder, allesamt Spanier, kehrten dem Verein 1915 den Rücken und riefen einen neuen Verein ins Leben: den Club Iberia. Zwischen beiden Vereinen entwickelte sich schon bald eine der heftigsten Rivalitäten in der Geschichte des mexikanischen Vereinsfußballs. Der einstige Platzhirsch hatte seinen eigenen Fluch geboren. Der Grund für ihre heftige Rivalität lag neben der allgemein wenig geschätzten Abspaltung vermutlich in erster Linie an dem unterschiedlichen sozialen Milieu, das die beiden Vereine von Anfang an umgab.
Bei Sporting spielten sowohl Mexikaner als auch Spanier, die schon lange in Veracruz beheimatet waren und allesamt aus guten Verhältnissen kamen. Bei Iberia dagegen spielten ausschließlich Spanier, von denen die Mehrzahl aus recht einfachen Familien stammte. Dem älteren Sporting Club gehörte seinerzeit die örtliche Zuneigung, vor allem die der Stadtpolitiker und der lokalen Medien. Als der Nachwuchs des Club Iberia in der Saison 1917/18 die Jugendmeisterschaft der Liga del Sur gewonnen hatte, trug ihm das eine offene Feindschaft seitens der alteingesessenen Bürger von Veracruz ein. Seither war jedes ihrer Derbys wie eine Schlacht zwischen der örtlichen Aristokratie (Sporting) und dem einfachen Volk (Iberia).
Im August 1918 änderte Iberia seinen Namen in Club España de Veracruz und spielte fortan auch in der Primera Fuerza, der seinerzeit wohl besten Liga des Landes, deren Sieger auch als Meister von Mexiko galt. Nachdem España zweimal in Folge den letzten Platz belegt hatte (in insgesamt 28 Spielen reichte es nur zu fünf Siegen), es in den beiden Folgejahren zu Verbandsstreitigkeiten gekommen war und ab 1922/23 nur noch Vereine aus der Hauptstadt für den Spielbetrieb der Primera Fuerza zugelassen waren, spielte der Verein wieder ausschließlich in der Liga del Sur, die in den 1920er Jahren weitgehend vom Erzrivalen Sporting dominiert wurde.
Nachdem aufgrund von erneuten Verbandsstreitigkeiten die Meisterschaft in der Saison 1930/31 ausgesetzt worden war und bald zwei miteinander konkurrierende Verbände bestanden, wurde die im Juli 1931 neu gegründete Federación Mexicana del Centro de Fútbol Asociación von den meisten Vereinen schnell als rechtmäßige Veranstalterin der von ihr für 1931/32 organisierten Hauptstadtliga anerkannt. Weil die beiden Hauptstadtvereine Real Club España und CF México die neu kreierte Liga unter den nunmehr geltenden Bedingungen nicht akzeptieren wollten, wurden an ihrer Stelle zwei andere Mannschaften eingeladen, die Saison 1931/32 in der Primera Fuerza zu spielen. Eine dieser beiden Mannschaften war der Sporting Club, der andere der Club Leonés aus Mexiko-Stadt.
Weil die beiden Boykotteure jedoch in der Saison 1932/33 wieder am Spielbetrieb teilnehmen wollten, der Verband die beiden Gastmannschaften aber auch nicht kompromittieren wollte, wurde die Liga wegen der erhöhten Teilnehmerzahl nunmehr in zwei Gruppen mit Auf- und Abstiegsmöglichkeit gespielt. Der aufgrund seiner Vorjahresplatzierung in die zweite Gruppe abgerutschte Sporting Club enttäuschte dabei auf der ganzen Linie und beendete die B-Gruppe mit nur einem Sieg und einem Remis auf dem letzten Platz. Nach der Saison zog der Verein sich aus der Primera Fuerza zurück und spielte fortan nur noch in der heimatlichen Liga Veracruzana.
Die Einführung der mexikanischen Profiliga ab der Saison 1943/44 machte das bisher Undenkbare möglich: um nämlich in die Primera División aufgenommen zu werden und dort auch mithalten zu können, schlossen sich die bisher verfeindeten Vereine Sporting und España zum Club de Fútbol Veracruz zusammen, der die Farben der Vorgängervereine, rot (Sporting) und blau (España), bekam. Der Verein, aus dem später der noch heute bestehende Club Deportivo Veracruz werden sollte, hielt in der neuen Profiliga nicht nur mit, sondern holte innerhalb von wenigen Jahren sogar zwei Meistertitel in die Hafenstadt.

## Die Historie des CD Veracruz

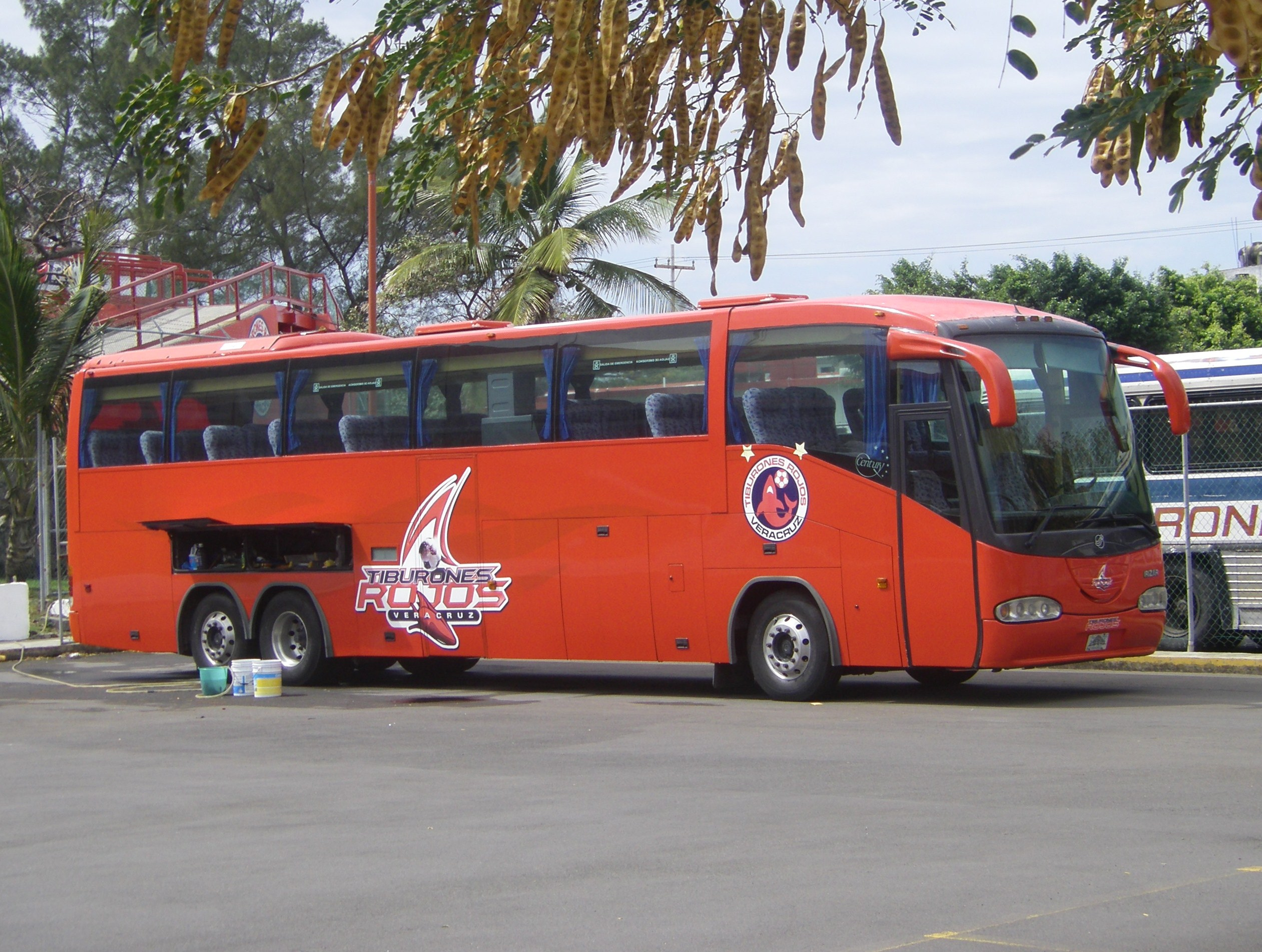
Mannschaftsbus der Tiburones Rojos de Veracruz

Der CD Veracruz wurde im ersten Halbjahr 1943 gegründet und gehörte bereits wenige Monate später zu den Gründungsmitgliedern der im selben Jahr eingeführten Profiliga, die ihren Spielbetrieb in der Saison 1943/44 mit zehn Mannschaften aufnahm.
Die nächsten Jahre sollten sich als die erfolgreichsten der Vereinsgeschichte erweisen. Mit ihrem herausragenden Spielerstar, Luis „Pirata“ Fuente, dem zu ehren das Stadion in Veracruz heute benannt ist, wurden die Tiburones Rojos (die roten Haie) zweimal Meister (1946 und 19501950) und einmal Pokalsieger (1948). Es sollten die für lange Zeit einzigen Titel der Vereinshistorie bleiben, auch wenn Veracruz noch insgesamt dreimal (1950, 1968 und 1995) das Finale im einheimischen Pokalwettbewerb erreichen sollte. Erst in der Clausura 2016 gelang noch einmal ein Triumph im mexikanischen Pokalwettbewerb.
Unmittelbar nach der zweiten gewonnenen Meisterschaft und dem verpassten Double (das Pokalfinale wurde mit 1:3 nach Verlängerung gegen Atlas Guadalajara verloren) im Jahr 1950 begann der Niedergang. Bereits in der folgenden Saison von schweren finanziellen Problemen geplagt, folgte im Sommer 1952 der Abstieg in die zweite Liga, die man im folgenden Jahr mit 3 Punkten Rückstand auf den Club Deportivo Toluca auf dem zweiten Platz beendete und somit seine Hoffnungen auf einen sofortigen Wiederaufstieg begraben musste. Verbunden mit dieser Enttäuschung war ein wahrer Spielerexodus, der es dem Verein für das anschließende Pokalturnier nicht ermöglichte, eine Mannschaft zusammenzubekommen, weshalb die FMF, der mexikanische Fußballverband, dem Verein kurzerhand die Lizenz entzog. Das war das Ende der ersten Epoche der Tiburones Rojos.
Gleichzeitig mit ihrem Abstieg im Jahr 1952 hatte ihr Extorhüter Gustavo Fricke mit Atlético de Veracruz einen neuen Verein gegründet, der später die Basis für die Wiederbelebung des darbenden CD Veracruz bilden sollte, der ab der Saison 1961/62 erneut in der Segunda División antrat. Bereits drei Jahre später profitierte man von der Erweiterung der Primera División von 14 auf 16 Mannschaften und spielte zwischen 1964/65 und 1978/79 erneut erstklassig.
Nach dem erneuten Abstieg schwand allmählich das Interesse des Publikums und so zog der Verein sich im Sommer 1984 abermals zurück und verkaufte seine Zweitligalizenz an Atlético Yucatán. In der fußballlosen Zeit begann ein Hunger nach diesem Sport, wie man ihn in Veracruz zuvor noch nicht erlebt hatte. Mit politischer Unterstützung der Regierung des Bundesstaates Veracruz erwarb 1989 eine Gruppe ortsansässiger Unternehmer den Verein und kaufte den gerade erst in die Primera División aufgestiegenen Potros Neza die Lizenz ab, so dass Veracruz deren Erstligaplatz einnahm. Die unerwartet schnelle Rückkehr des Vereins in die höchste Spielklasse hatte in der Stadt eine bisher nie gekannte Welle der Begeisterung ausgelöst. So waren in der ersten Saison 1989/90 sämtliche 19 Heimspiele restlos ausverkauft und auch zu den Auswärtsspielen wurde die Mannschaft von Tausenden Fans begleitet.
Im Sommer 1998 folgte der dritte Abstieg in die zweite Liga, wo der Verein bis zur ereignisreichen Saison 2001/02 verblieb: Die Hinrunde schloss der zu jener Zeit der Pegaso-Gruppe gehörende Verein als Apertura-Meister ab, wodurch ihm bereits frühzeitig die Qualifikation für das große Aufstiegsfinale am Saisonende gelang. Derselben Wirtschaftsgruppe gehörte auch der Erstligaverein CD Irapuato, der im Winter 2001 von dieser aus der ersten Liga genommen und durch den CD Veracruz ersetzt wurde. So kam Veracruz einmal mehr unerwartet früh in die Primera División zurück. Am Saisonende verkaufte der Eigentümer die Lizenz des Vereins jedoch an die neu gegründeten Jaguares de Chiapas, so dass Veracruz sich erneut in der zweiten Liga wieder fand. Da man aber die Apertura gewonnen hatte, durfte man gegen den Gewinner der Clausura, den Club San Luis, um den Aufstieg spielen. Veracruz verlor, erhielt aber wegen der Erweiterung der Liga von 19 auf 20 Mannschaften eine zweite Chance und durfte nun gegen den Tabellenletzten der ersten Liga, den Club León, antreten. Hier setzte sich Veracruz durch, schoss León in die zweite Liga und sich selbst zurück in die Primera División, der man bis zum erneuten Abstieg am Saisonende 2007/08 angehörte. Für die Saison 2013/14 erkauften die Tiburones Rojos sich die Rückkehr in die erste Liga durch den Erwerb der Lizenz des Aufsteigers CF La Piedad und spielten bis zu ihrer Auflösung am Ende der Apertura 2019 wieder erstklassig.

## Historische Logos

Zweites Logo

## Erfolge
- Meisterschaft: 1946, 1950
- Pokal: 1948, Clausura 2016

## Die Erfolgsmannschaften
Die erfolgreichste Epoche der Vereinsgeschichte war die zweite Hälfte der 1940er Jahre, in der Veracruz zweimal Meister und einmal Pokalsieger wurde. Somit spielte man zwischen 1946 und 1950 insgesamt dreimal um den mexikanischen Supercup. Nachstehend die Mannschaftsaufstellungen aller Begegnungen um den Titel Campeón de Campeones:
- 1946 als Meister gegen den CF Atlas (2:3):

Joaquín Urquiaga, Domingo Boero, Miguel Ángel Velázquez, Jesús García, Rufino Lecca, Antonio „Negro“ León, Antonio Lazcano, Julián Durán, Raymundo „Pelón“ González, Luis de la Fuente, Jorge Enrico; Trainer: Enrique Palomini. Außerdem im Kader der Meistermannschaft von 1946: Gustavo Fricke, José Luis García.
- 1948 als Pokalsieger gegen den Club León (0:1):

Miguel Ángel Velázquez, Manuel González, Rufino Lecca, Gonzalo Buenabad, Jesús García, Juan Paratore, Raymundo „Pelón“ González, Grimaldo González, „Rana“ Quiroga, Luis de la Fuente, Jorge Enrico; Trainer: Joaquín Urquiaga. Außerdem im Kader des Pokalsiegers von 1948: José Luis García, Carlos „Tico“ Jiménez.
- 1950 als Meister gegen den CF Atlas (1:3):

Felipe Castañeda, Guillermo Andrade, Héctor „Chueco“ Arteaga, Juan Paratore, Rufino Lecca, Gonzalo Buenabad, Bernardo Reyes, Grimaldo González, Julio Ayllón Aparicio, Luis de la Fuente, Guadalupe Velázquez; Trainer: Juan Luque de Serrallonga. Außerdem im Kader der Meistermannschaft von 1950: Julián „Pachuco“ Durán, Ángel „Ranchero“ Torres, Jesús „Pelón“ Silva, Leopoldo Quiñonez.

## Spieler
- Luis de la Fuente (1942–1954)
- José Luis Aussín (1964–1970)
- Eladio Reyes (1975)
- Jorge Comas (1989–1994)
- José Mari Bakero (1997)
- René Higuita (1997–1998)
- Cuauhtémoc Blanco (2004, 2010)